# سلسلة أبطال بي إف إل 1
سلسلة أبطال بي إف إل 1: نورمحمدوف ضد هيوز (بالإنجليزية: PFL Champions Series 1: Nurmagomedov vs. Hughes) (المعروف أيضًا باسم بي إف إل: الطريق إلى دبي - سلسلة الأبطال) هو حدث لفنون القتال المختلطة نظمته بي إف إل، وأُقيم في 25 يناير 2025، على حلبة كوكا كولا في دبي، الإمارات العربية المتحدة.

## الخلفية
شكل هذا الحدث الظهور الأول للمنظمة في دولة الإمارات العربية المتحدة.
كان من المقرر في البداية أن تقام حدث سلسلة الأبطال 6 تحت راية بيلاتور في 16 نوفمبر 2024 في صالة بورت دو لا شابيل في باريس، فرنسا، مع مباراة لقب الوزن الخفيف بين باتشي مكس ولياندرو هيجو كحدث رئيسي. ومع ذلك، تم إلغاء هذا الحدث لاحقًا لأسباب غير محددة.
كانت نزال بطولة بيلاتور العالمي للوزن الخفيف بين البطل الحالي عثمان نورمحمدوف وبول هيوز هي الحدث الرئيسي.
كان من المقرر أن يُقام نزال بالوزن ثقيل بين بطل بيلاتور لوزن خفيف الثقيل السابق فاديم نيمكوف وبطل بي إف إل للوزن الثقيل لعام 2022 أنتي ديليا في هذا الحدث. ومع ذلك، انسحب ديليا بسبب عدم توقيعه على العقد أبدًا بسبب خضوعه لجراحة في الكوع وتم استبداله ببطل الوزن الخفيف الثقيل الحالي (الفائز أيضًا بوزن خفيف الثقيل في المقاتل النهائي 19) كوري أندرسون في نزال ثلاثية. التقى الثنائي لأول مرة في حدث بيلاتور 277، والتي انتهت المباراة بعدم وجود تنافس في الجولة الثانية بسبب اصطدام عرضي بالرأس جعل نيمكوف غير قادر على الاستمرار. أقيم لقائهما الثاني في بيلاتور 288، حيث دافع نيمكوف عن اللقب وفاز باللقب بقرار القضاة بالإجماع. بدوره، في 15 ديسمبر، صرح أندرسون أن القتال قد أُلغي لأنه «قتال صعب للغاية» بالنسبة لنيمكوف. واجه نيمكوف تيموثي جونسون بدلاً من ذلك.
كان من المقرر أن يلتقي حسن ماجوميدشاريبوف وناثان كيلي في نزال بوزن الريشة. ومع ذلك، انسحب ماجوميدشاريبوف لأسباب غير معروفة وتم استبداله بأحمد ماجوميدوف.
وكان من المقرر أن يلتقي جراح السيلاوي ويعقوب سليمانوف في نزال على وزن الويلتر في أسبوع القتال، لكن النزال ألغي لأسباب غير معروفة.
في قياسات الوزن، فشل كيني موخونوانا وأحمد سامي في تحقيق الوزن المطلوب. جاء موخونوانا بوزن 147 رطلاً، أي رطل واحد فوق الحد الأقصى لوزن الريشة، وجاء سامي بوزن 199.6 رطلاً، أي 0.6 رطل فوق الحد الأقصى لوزن 199 رطلاً. واستمرت نزالاتهما على وزن الصيد، حيث حصل كل من موخونوانا وسامي على نسبة مئوية من مكافأتهما، والتي ذهبت إلى منافسيهما إبراهيم إبراهيموف وطارق سليمان على التوالي.

## النتائج
1. ↑  على لقب بطولة بيلاتور العالمي للوزن الخفيف، تم خصم نقطة واحدة من نورمحمدوف في الجولة الثالثة بسبب ركلة في الفخذ.
2. ↑  موخونوانا أخفق بالوزن (147 رطلاً).
3. ↑  سامي خسر أخفق بالوزن (199.6 رطل).